# Грузинская Хельсинкская группа
Грузинская Хельсинкская группа — правозащитная ассоциация, образованная в январе 1977 года в Грузинской ССР, по образцу МХГ.
В её состав вошли З. Гамсахурдиа, Р. Рцхиладзе, М. Костава, братья Гольдштейн и другие грузинские диссиденты. 
ГХГ собирала сведения о нарушении прав человека в Грузинской ССР.
В апреле 1977 года после ареста Гамсахурдиа, Рцхиладзе и других прекратила своё существование.
Восстановлена в 1986 году, вскоре преобразована в политическую организацию — Грузинский Хельсинкский Союз.